# 立元幸治
立元 幸治（たちもと こうじ、1935年 - ）は、日本の文筆家。東京工学院四年制大学コース・メディア文学科客員教授。
元NHK局長。

## 経歴
九州大学卒業後、NHK入局。チーフプロデューサー、部長、局長などを歴任。
NHK退職後、九州産業大学を経て、東和大学教授。2001年定年退職。

## 著書
- 『転換期のメディア環境』福村出版 1997
- 『「こころ」の出家 中高年の心の危機に』2002 ちくま新書
- 『「こころ」の養生訓 「完璧でない人生」の豊かさ』PHP研究所 2004
- 『誰がテレビをつまらなくしたのか』2005 PHP新書
- 『器量と人望西郷隆盛という磁力』2010 (PHP新書
- 『貝原益軒に学ぶ60代からの「体・心・頭」をもっと元気にする本』三笠書房 知的生きかた文庫 2012
- 『東京多磨霊園物語 時代を彩ったあの人びとに出会う』明石書店 2013
- 『東京青山霊園物語 「維新の元勲」から「女工哀史」まで人と時代が紡ぐ三十組の物語』明石書店 2015
- 『鎌倉古寺霊園物語 時代を彩った文芸、映画、政治・外交の巨人たち』明石書店 2017
- 『威ありて猛からず学知の人西郷隆盛』新講社 2017